# Hymenophyllum acutum
Hymenophyllum acutum är en hinnbräkenväxtart som först beskrevs av Karel Presl, och fick sitt nu gällande namn av Ebihara och K. Iwats. Hymenophyllum acutum ingår i släktet Hymenophyllum och familjen Hymenophyllaceae. Inga underarter finns listade.